# Griffin Frazen
Griffin James Frazen (Los Angeles, 8 oktober 1987) is een Amerikaans acteur, vooral bekend door zijn rol als Jimmy Finnerty in Grounded for Life.
Hij werd bekend via een tv-spot voor McDonald's. Later speelde hij in onder andere The Drew Carey Show en Son of the Beach. Sinds 2001 speelt hij in Grounded For Life, tot nog toe zijn meest succesvolle rol.

## Filmografie
- Grounded for Life, als Jimmy Finnerty (2001-2005)
- Landers  als Matt McKellroy (2004)
- What's Eating Robert als Robert (2002)
- Beyond the City Limits  als Christian (2001)
- The Perfect Tenant als Young Daniel (2000)
- The Drew Carey Show als Sam (2000)
- Son of the Beach als Peter Gonzinia (2000)
- Spin Cycle als Little Loco (2000)
- Chicken Soup for the Soul als Bobby (1999)